# Wolfgang Zimmerer
Wolfgang Zimmerer (Ohlstadt, 15 november 1940) is een voormalig Duits bobsleepiloot. Zimmerer nam driemaal deel aan de Olympische Winterspelen en won hierbij vier medailles, één gouden, één zilveren en twee bronzen medailles. De gouden en zilveren medaille was in de tweemansbob en de zilveren in de viermansbob. Daarnaast werd Zimmerer tweemaal wereldkampioen in de tweemansbob en tweemaal in de viermansbob.

## Resultaten
- Olympische Winterspelen 1968 in Grenoble 7e in de tweemansbob
- Olympische Winterspelen 1968 in Grenoble 9e in de viermansbob
- Wereldkampioenschappen bobsleeën 1969 in Lake Placid  in de viermansbob
- Wereldkampioenschappen bobsleeën 1970 in St. Moritz  in de tweemansbob
- Wereldkampioenschappen bobsleeën 1970 in St. Moritz  in de viermansbob
- Wereldkampioenschappen bobsleeën 1971 in Breuil-Cervinia  in de viermansbob
- Olympische Winterspelen 1972 in Sapporo  in de tweemansbob
- Olympische Winterspelen 1972 in Sapporo  in de viermansbob
- Wereldkampioenschappen bobsleeën 1973 in Lake Placid  in de tweemansbob
- Wereldkampioenschappen bobsleeën 1973 in Lake Placid  in de viermansbob
- Wereldkampioenschappen bobsleeën 1974 in St. Moritz  in de tweemansbob
- Wereldkampioenschappen bobsleeën 1974 in St. Moritz  in de viermansbob
- Wereldkampioenschappen bobsleeën 1975 in Breuil-Cervinia  in de viermansbob
- Olympische Winterspelen 1976 in Innsbruck  in de tweemansbob
- Olympische Winterspelen 1976 in Innsbruck  in de viermansbob

1932: Hubert Stevens / Curtis Stevens ·
1936: Ivan Brown / Alan Washbond ·
1948: Felix Endrich / Friedrich Waller ·
1952: Andreas Ostler / Lorenz Nieberl ·
1956: Lamberto Dalla Costa / Giacomo Conti ·
1964: Anthony Nash / Robin Dixon ·
1968: Eugenio Monti / Luciano De Paolis ·
1972: Wolfgang Zimmerer / Peter Utzschneider ·
1976: Meinhard Nehmer / Bernhard Germeshausen ·
1980: Erich Schärer / Josef Benz ·
1984: Wolfgang Hoppe / Dietmar Schauerhammer ·
1988: Jānis Ķipurs / Vladimir Kozlov ·
1992: Gustav Weder / Donat Acklin ·
1994: Gustav Weder / Donat Acklin ·
1998: Günther Huber / Antonio Tartaglia en Pierre Lueders / David MacEachern ·
2002: Christoph Langen / Markus Zimmermann ·
2006: André Lange / Kevin Kuske ·
2010: André Lange / Kevin Kuske ·
2014: Beat Hefti / Alex Baumann ·
2018: Francesco Friedrich / Thorsten Margis en Justin Kripps / Alexander Kopacz ·
2022: Francesco Friedrich / Thorsten Margis
- Gemeinsame Normdatei: 1060581949
- Virtual International Authority File: 15301403